# Space Harrier 3-D
Space Harrier 3-D un jeu vidéo de type shoot 'em up développé et édité par Sega en 1988 sur Master System. Cette suite de Space Harrier a la particularité de proposer des visuels affichés en 3D stéréoscopique, fonctionnant avec lunettes 3-D SegaScope. Le jeu se déroule dans un univers appelé la Fantasy Zone, composé d'une surface plane sur laquelle la caméra réalise un scrolling vers l'avant. Le joueur contrôle un avatar qui tire sur ses ennemis arrivant de face par vagues, et peut courir sur le sol ou voler en utilisant sa ceinture. Le jeu est développé pour promouvoir et exploiter les lunettes 3-D SegaScope.
Space Harrier 3-D est bien accueilli par la presse spécialisée lors de sa sortie. Les critiques apprécient l'affichage en 3D, malgré les désagréments que cette fonctionnalité peut générer, et souligne que le jeu est une vraie suite avec du contenu inédit et pas simplement le portage d'un jeu en trois dimensions.

## Trame
Space Harrier 3-D se déroule dans un univers appelé la Fantasy Zone. Harrier revient pour empêcher un tyran diabolique de corrompre le pays pacifique des Dragons en trouvant Euria, l'héritier du trône disparu. Harrier est le personnage principal et le personnage joueur. Euria est le dragon amical que celui-ci chevauche dans le précédent opus.

## Système de jeu
Space Harrier 3-D est un shoot 'em up affiché dans une vue à la troisième personne en pseudo 3D, laissant apparaitre le personnage joueur de dos au premier plan. Le jeu se déroule sur une surface plane sur laquelle la caméra réalise un scrolling automatique vers l'avant. Le joueur contrôle un avatar qui tire sur ses ennemis arrivant de face par vagues. Le personnage joueur peut courir sur le sol ou voler en utilisant sa ceinture. Le jeu est composé de treize séquences, chacune ponctuée par un boss de plus en plus difficile. Par la suite, le joueur affronte à nouveau tous les boss, avant d'accéder au combat final. Une partie des objets disposés sur le sol peuvent être détruits.

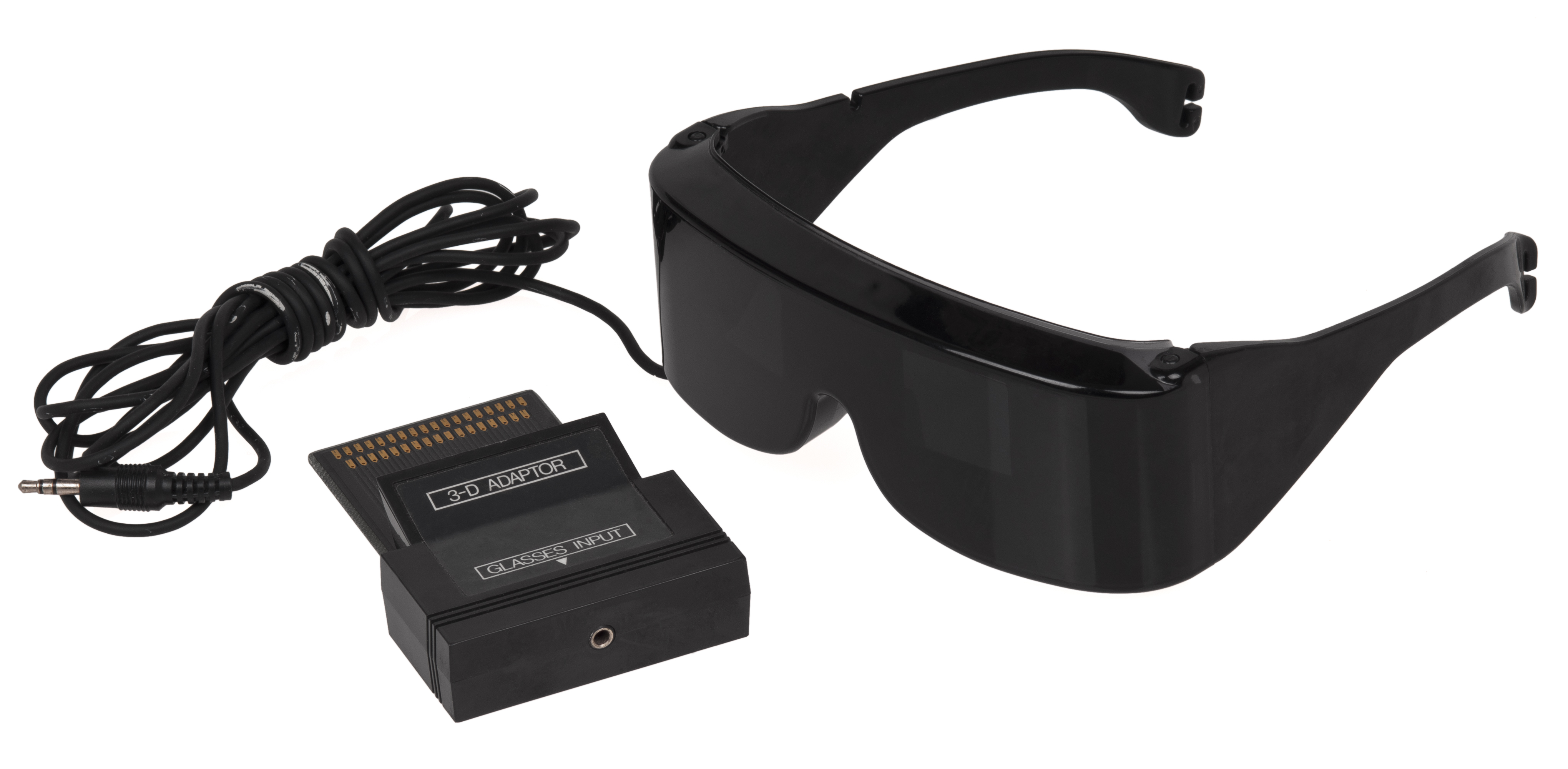
Space Harrier 3-D est étudié pour fonctionner avec les lunettes 3-D SegaScope.

Le jeu est étudié pour fonctionner avec les lunettes 3-D SegaScope, accessoire dédié de la Master System, qui permettent de visualiser le jeu en 3D stéréoscopique. Lorsque le joueur établit un score élevé, il obtient un code qui permet de désactiver cet effet.

## Développement
Space Harrier 3-D est un jeu vidéo développé par Sega, complètement inédit qui propose de nouveaux niveaux et monstres à éliminer,. L'univers aux couleurs bariolé se fait plus sombre dans cette première suite. Le jeu est développé pour promouvoir et exploiter les lunettes 3-D SegaScope de Sega, accessoire dédié de la Master System.

## Accueil
Space Harrier 3-D est bien accueilli par la presse spécialisée lors de sa sortie. Les critiques apprécient l'affichage en 3D, malgré les désagréments que cette fonctionnalité peut générer et souligne que le jeu est une vraie suite avec du contenu inédit et pas simplement le portage d'un jeu en trois dimensions,,,. Micro News relève une action plus intense et des visuels plus colorés que dans le jeu original. Tilt estime « l'action toujours aussi prenante » et que l'affichage en trois dimensions apporte « beaucoup », grâce à un « très effet de profondeur impressionnant, sans équivalent à ce jour » (en 1988). Le magazine note que l'animation n'a rien perdu de la fluidité d'origine, mais regrette la qualité d'affichage des sprites, « pas bien découpés ». Il rajoute que les lunettes 3-D SegaScope sont le meilleur système sur le marché (en 1988) pour jouer à un « excellent » jeu en relief. Le magazine note cependant que leur utilisation fatigue la vue du joueur au bout d'un certain temps. Dragon Magazine juge les graphismes aussi bon que l'original et les effets visuels en 3D « exceptionnels avec
des arrière-plans et des personnages très colorés ». Pour le magazine, le jeu établit les standard d'un bon jeu d'action pour tous les autres plate-formes de jeu. L'animation est jugée fluide, malgré la complexité de l'affichage en 3D, mais note quelques scintillements quand de nombreux ennemis sont affichés en même temps. Le son est cependant considéré comme inférieur à l'original, même s'il reste appréciable. Il apprécie également la possibilité de reprendre le jeu à l'endroit où le joueur a perdu, et le défi permanent représenté par la nécessité de mémoriser le comportement de chaque ennemi. Comme Tilt, Dragon Magazine constate des maux de tête à l'usage des lunettes. Micro News relate qu'il peut provoquer des vertiges. Malgré ces désagréments, Computer and Video Games juge que la 3D fonctionne sans réserve dans ce jeu « superbe » et conseille l'achat des lunettes.

## Postérité

### Réédition
Space Harrier 3-D figure dans la compilation Sega 3D Fukkoku Archives développée par M2, sortie uniquement au Japon sur Nintendo 3DS en 2016.

### Série
En 1988, année de sortie de Space Harrier 3-D, la suite intitulée Space Harrier II est publiée en arcade puis sur de nombreux systèmes, notamment sur Mega Drive, où elle fait partie des titres de lancement dans toutes les zones,. En 2000, un spin-off de la série est édité en arcade sous le titre Planet Harriers. Ce spin-off fonctionne sur le système Sega Hikaru, et sur une borne assise double, qui permet de joueur en multijoueur à deux en coopération dans la même partie. Il n'intègre pas Harrier, mais de nouveaux personnages. En février 2002 au Japon sur PC, Typing Space Harrier adapte Space Harrier au gameplay de The Typing of the Dead. Le jeu reste identique mais au lieu de tirer sur ses ennemis, le joueur doit taper correctement les mots qui lui sont proposés (en japonais), pour en venir à bout.